# Ten Thousand Fists
Ten Thousand Fists es el tercer álbum de larga duración de la banda de hard rock y metal alternativo Disturbed. Fue lanzado al mercado el 20 de septiembre de 2005. Es el primer álbum con el bajista John Moyer quien reemplazó a Steve Kmak quien fue despedido en 2003.
Se convirtió en el segundo número uno consecutivo de la banda en el Billboard 200 de los Estados Unidos, vendiendo alrededor de 239 000 copias en su primera semana, donde fue certificado con el disco de platino por la Recording Industry Association of America. Hasta 2010 fue el segundo álbum mejor vendido de la banda en los Estados Unidos vendiendo 1 900 000 copias. El álbum fue dedicado al guitarrista de Pantera, Dimebag Darrell quien había sido asesinado un año antes. También es el primer álbum de Disturbed que no lleva la etiqueta de Parental Advisory.

## Listado de canciones
1. Ten Thousand Fists ("Diez mil Puños") – 3:32
2. Just Stop ("Solo Detente") – 3:43
3. Guarded ("Protegerse") – 3:20
4. Deify ("Deidificar") – 4:17
5. Stricken ("Condenado") – 4:04
6. I'm Alive ("Estoy Vivo") – 4:41
7. Sons Of Plunder ("Hijos del Saqueo")– 3:47
8. Overburdened ("Sobrecargado")– 5:57
9. Decadence ("Decadencia")– 3:24
10. Forgiven ("Perdonado")– 4:12
11. Land of Confusion ("Tierra de Confusión")– 4:49
12. Sacred Lie ("Mentira Sagrada")– 3:05
13. Pain Redefined ("Dolor Redefinido")– 4:05
14. Avarice ("Avaricia")– 2:53

## Posicionamiento en listas
| Año  | Listas                    | Mejor posición |
| ---- | ------------------------- | -------------- |
| 2005 | Australian Albums Chart   | 11             |
| 2005 | Austrian Albums Chart     | 37             |
| 2005 | Canadian Albums Chart     | 2              |
| 2005 | Dutch Album Charts        | 87             |
| 2005 | German Albums Chart       | 21             |
| 2005 | New Zealand Albums Chart  | 1              |
| 2005 | Swedish Album Charts      | 24             |
| 2005 | Swiss Albums Chart        | 62             |
| 2005 | UK Albums Chart           | 59             |
| 2005 | US Billboard 200          | 1              |
| 2005 | US Top Internet Albums    | 1              |
| 2008 | US Catalog Albums Chart   | 13             |
| 2008 | US Hard Rock Albums Chart | 17             |

### Certificaciones
| País           | Certificación |
| -------------- | ------------- |
| Australia      | Platino       |
| Canadá         | Platinum      |
| Nueva Zelanda  | Oro           |
| Reino Unido    | Plata         |
| Estados Unidos | Platino       |

### Sencillos Promocionales
- Overburdened
- Sacred Lie
- Pain Redefined
- Avarice